# Rockford (Minnesota)
Rockford is een plaats (city) in de Amerikaanse staat Minnesota, en valt bestuurlijk gezien onder Hennepin County en Wright County.

## Demografie
Bij de volkstelling in 2000 werd het aantal inwoners vastgesteld op 3484.
In 2006 is het aantal inwoners door het United States Census Bureau geschat op 3875, een stijging van 391 (11.2%).

## Geografie
Volgens het United States Census Bureau beslaat de plaats een oppervlakte van
4,7 km², waarvan 4,5 km² land en 0,2 km² water. Rockford ligt op ongeveer 279 m boven zeeniveau.

## Plaatsen in de nabije omgeving
De onderstaande figuur toont nabijgelegen plaatsen in een straal van 12 km rond Rockford.